# Yaren
Yaren, abans anomenat Makwa, és un districte i una circumscripció electoral de l'estat insular oceànic de Nauru, situat al sud de l'illa, a 0° 33′ S i 166° 55′ E. Té una superfície d'1,5 km² i una població de 1.100 habitants (2003).
És la seu del Parlament i de diverses oficines governamentals i de l'aeroport internacional de Nauru. La principal atracció són l'estany subterrani i les coves de Moqua.
Normalment es considera Yaren la capital de Nauru, si bé en realitat no ho és, ja que Nauru oficialment no té capital. També es considera de vegades Aiwo com a capital, l'antiga Yangor. Yaren té la consideració de "districte principal" i envia dos membres al Parlament de Nauru.